# Anna Carroll

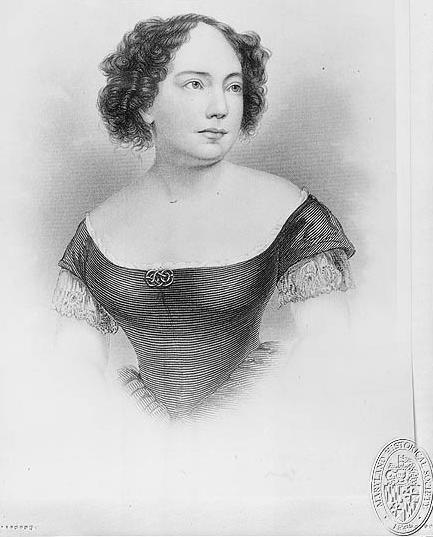
Anna Ella Carroll

Anna Ella Carroll (geboren am 29. August 1815 bei Pocomoke City, Maryland, USA; gestorben am 19. Februar 1894 in Washington, D.C.) war eine amerikanische Politikerin, Publizistin und Lobbyistin. Sie spielte eine bedeutende Rolle als Beraterin Lincolns während des Amerikanischen Bürgerkriegs.

## Leben

### Jugend
Anna Carroll wurde in eine bekannte politische Familie der Oberschicht geboren; sie war eine entfernte Nachfahrin von Charles Carroll, einem der Unterzeichner der Unabhängigkeitserklärung der Vereinigten Staaten.
Ihr Vater Thomas King Carroll war 1830 Gouverneur von Maryland und Besitzer einer weitläufigen Tabakplantage. Als ältestes Kind half sie ihrem Vater bei seinen Geschäften, wodurch sie sich früh mit Fragen des Rechts, der Wirtschaft und der Politik beschäftigte. Sie richtete eine Mädchenschule auf den Gütern ihres Vaters ein und erwirtschaftete dadurch eigenes Einkommen. Über ihr Leben vor 1850 ist wenig bekannt.

### Beginn der politischen Tätigkeit
Sie betrat die politische Bühne in den 1850ern, als ihr Vater von Präsident Zachary Taylor zum Marineoffizier ernannt wurde. Nach dem Niedergang der Whigs schloss sich Carroll der Know-Nothing Party an, welche sich angesichts deutsch-irischer Einwanderströme, Urbanisierung sowie weiterer demographischer Umbrüche in Maryland als unionistische, antikatholische und einwandererfeindliche Arbeiterbewegung etablierte.
Carroll prangerte Korruption und Verbrechen an und bekämpfte den als Bedrohung angesehenen Einfluss der katholischen Kirche. Nachdem sich die Partei 1856 gespalten hatte, unterstützte Carroll Fillmores Kandidatur zur Wiederwahl als Präsident, die jedoch erfolglos blieb. Für die Wahlkampagne verfasste Carroll Bücher und Wahlbroschüren. 1857 engagierte sie sich in gleicher Weise für die Gouverneurswahl von Thomas H. Hicks, der seinen Erfolg ihrer publizistischen Arbeit zuschrieb. 1858 übernahm sie den Fall des Präsidentschaftskandidaten John M. Botts, der früh ausschied und einen letztlich ebenfalls erfolglosen Kandidaten unterstützte. Bis 1860 schrieb Carroll für verschiedene Zeitungen Artikel unter Pseudonym.

### Amerikanischer Bürgerkrieg
Nach der Wahl Lincolns 1860 befreite Carroll ihre Sklaven und richtete ihre publizistische Aufmerksamkeit gegen die Sezessionsbewegung der Südstaaten und versuchte Maryland in der Union zu halten. Als Vertraute von Gouverneur Hicks in Maryland riet sie ihm, sich trotz seiner Haltung in der Sklavenfrage nicht für die Sezession zu entscheiden. So beugte sie auch dem Sturz der US-Regierung vor, da Washington nach dem Abfall von Virginia und Maryland von Konföderationsgebiet eingeschlossen gewesen wäre. 1861 schrieb Carroll Pamphlete, in denen sie Lincoln gegen Kritik von John C. Breckinridge verteidigte, welcher dem Präsidenten Rechtsbeugung und Verfassungsbruch vorwarf. Die Schrift kursierte weit in der Lincoln-Administration und diente später dem Generalstaatsanwalt Edward Bates bei seiner Entscheidung, Lincolns umstrittene Einberufung von Milizen und die Ausrufung des Kriegsrechts sei verfassungsgemäß und im Rahmen seiner Amtsgewalt gewesen. Nach mündlicher Absprache mit der Regierung produzierte Carroll bis 1862 drei weitere Pamphlete, in denen sie die Entscheidungen der Bundesregierung mit Verfassungsgrundsätzen begründete. So bewirkte ihre Tätigkeit auch die Abwahl Hicks als Gouverneur, und die Wahl eines fest unionstreuen Nachfolgers.
1861 begleitete sie den Agenten Lemuel D. Evans nach St. Louis, um die Möglichkeiten einer Invasion von Texas zu untersuchen. Durch Gespräche mit ranghohen oder ortskundigen Persönlichkeiten gewann sie die Information, dass ein Einmarsch der Union über die Flüsse Tennessee und Cumberland erfolgversprechender sei als über den Mississippi. Ferner sammelte sie Informationen über die Truppenbewegungen der Konföderierten. All dies verarbeitete sie in einem Memorandum und sandte es an das Kriegsministerium. Dort entschied man sich für die alternative, wenn auch bereits bekannte, Route und wies Ulysses S. Grant und Andrew Hull Foote zu entsprechenden Truppenbewegungen an. Der geglückte Tennessee-Plan bedeutete den dringend benötigten Umschwung im Kriegsglück der Union, was Carroll später als ihre Leistung reklamieren sollte.

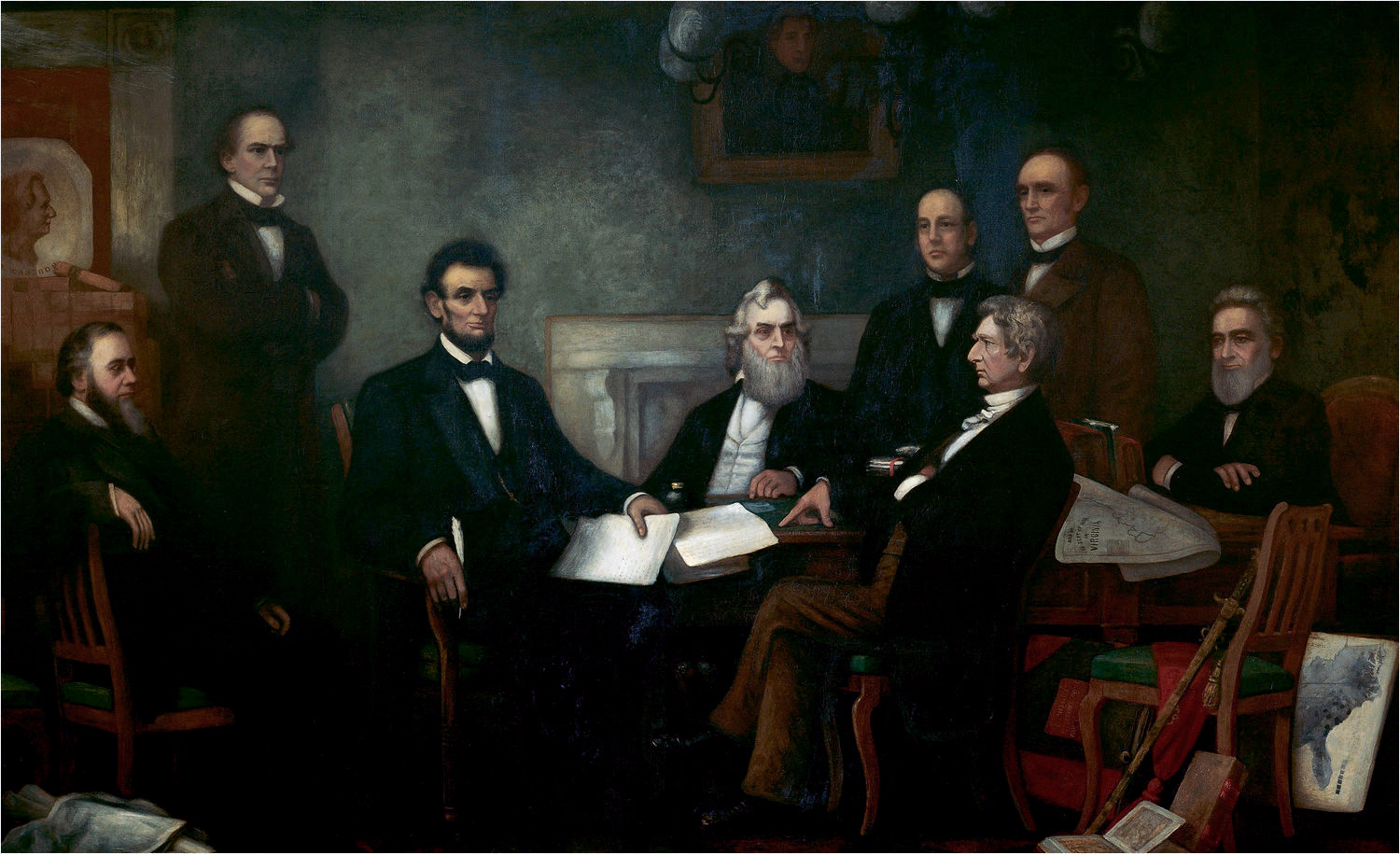
Unterzeichnung der Emanzipations-Proklamation; der neunte, leere Stuhl ganz rechts soll angeblich Carroll symbolisieren, die an dem Entwurf maßgeblich mitgearbeitet hatte.

Für den Rest des Kriegs beriet Carroll Lincoln in Fragen einer Kolonisierung von Britisch-Honduras und bei der Ausarbeitung der Emanzipations-Proklamation, bei der sie ihm aufgrund der Rechtsgrundlagen nahelegte, nur Südstaaten-Sklaven zu befreien. Sie war – obwohl sie Sklaverei nicht schätzte – keine Abolitionistin und sah es als rechtlich problematisch an, Sklavenbesitzern ihr Eigentum zu nehmen.

### Nachkriegstätigkeit
Nach dem Krieg arbeitete Carroll erneut mit Lemuel Evans zusammen, um die neue Verfassung von Texas auszuarbeiten. Sie setzte ferner ihre politische Schreibtätigkeit in Maryland fort. Nach 1870 versuchte sie, Zahlungen des Bundes an sie zu erwirken, um ihre publizistischen Ausgaben während des Kriegs zu decken, wurde aber letztlich abgewiesen. Dies machte sie zu einer Symbolfigur für die beginnende Frauenrechtsbewegung, der sie aber politisch kaum nahestand.
Sie starb 1894 an einer Nierenentzündung und wurde bei ihrer Familie in Church Creek, Maryland, beigesetzt. 1959 wurde ihr zu Ehren ein Monument in Maryland eingeweiht.

## Bedeutung und Kritik
Die von ihr selbst in ihren letzten Jahren publizierten angeblichen Errungenschaften, vor allem über ihre geniale, alleinige Entwicklung des Tennessee-Plans, wurden von der Frauenrechtsbewegung lange hochgehalten, insbesondere mit dem Hinweis, ihre herausragende Rolle werde unterdrückt und verschwiegen. Historiker verneinten zugleich diesen Einfluss, da fast identische Pläne nicht nur zu gleicher Zeit im Kriegsministerium kursierten, sondern auch kurz zuvor in der New Yorker Presse publiziert worden seien. Archivuntersuchungen aus dem Jahr 2004 bestätigten zwar Carrolls Einfluss auf Entscheidungsträger prinzipiell, doch er sei auch geringer gewesen als von ihr selbst dargestellt, besonders hinsichtlich des Tennessee-Plans.

## Schriften
- James B. Whisker (Hrsg.): Anna Ella Carroll (1815-1893), American Political Writer of Maryland. Edwin Mellen Press, Lewiston 1992, ISBN 0-7734-9244-5.